# Geminiano Giacomelli
Geminiano Giacomelli, de vegades Jacomelli (Piacenza, 28 de maig del 1692 - Loreto, 25 de gener del 1740), fou un compositor italià. El 1724 va ser nomenat mestre de capella del duc de Parma. Començà amb la primera actuació de la seva òpera Ipermestra, el 1724 i es convertia en un dels compositors d'òpera més populars de la seva època. Entre 1724 i 1740 compongué 19 òperes, i durant molts anys treballà a la cort imperial a Viena. La seva òpera més coneguda és Cesare in Egitto de 1735. També va escriure un tracte de música sagrada, incloent-hi vuit escenes de Llibre dels Salms per a tenor i baix, i alguns concerts amb continu. El 1738 Giacomelli esdevingué mestre de capella a la Basílica de la Santa Casa a Loreto.

## Òperes
- Ipermestra (Venècia, 1724)
- Scipione in Cartagine (Venècia, 1728)
- Zidiana (Milà, 1728)
- Astianatte  (Alessandria, 1729)
- Gianguir (Venècia, 1729)
- Lucio Papirio dittatore (Parma, 1729)
- Scipione in Cartagine nuova (Piacenza, 1730)
- Semiramide riconosciuta (Milà, 1730)
- Annibale (Roma, 1731)
- Epaminonda (Venècia, 1732)
- Rosbale (Roma, 1732)
- Alessandro Severo (Piacenza, 1732)
- Adriano in Siria (Venècia, 1733)
- Il Tigrane (Piacenza, 1733)
- La caccia in Etolia (Viena, 1733)
- La Merope (Venècia, 1734)
- Artaserse (Teatro Pubblico, Pisa, 1734)
- Cesare in Egitto (Milà, 1735)
- Nitocri, regina d'Egitto (Roma, 1736)
- Catone in Utica (Teatro Ducale, Milà, 1736)
- Arsace (Prato, 1736)
- Demetrio (Teatro Regio, Torí, 1736)
- La costanza vincitrice in amore (dramma pastorale per musica - Parma, 1738)
- Achille in Aulide (Teatro Argentina, Roma, 1739)

## Pasticci
- Lucio Papirio dittatore (musica of Giacomelli i Händel) (King's Theatre, Londres, 1732)
- Circe (Theatre am Gänsemarkt, Hamburg, 1734)